# Broadcom Corporation
Broadcom Corporation es una empresa estadounidense de semiconductores sin fábrica que diseña productos para la industria de las comunicaciones inalámbricas y de banda ancha. Fue adquirida por Avago Technologies en 2016 y actualmente opera como una subsidiaria de propiedad total de la entidad fusionada Broadcom Inc..

## Historia

### 1995-2016: Fundación y crecimiento
Broadcom Corporation fue fundada por la pareja de profesores y estudiantes Henry Samueli y Henry Nicholas de UCLA en 1991. En 1995, la empresa se mudó de su oficina de Westwood, Los Ángeles, a Irvine, California. En 1998, Broadcom se convirtió en una empresa pública en la bolsa NASDAQ (símbolo de cotización: BRCM) y en 2015 empleaba a unas 11,750 personas en todo el mundo en más de 15 países.
Broadcom Corporation adquirió ServerWorks Corporation, un fabricante chipsets para servidores basados en IA-32, en 2001 por $957 millones. Esta adquisición fue una de una serie de compras de empresas por parte de Broadcom a principios de la década de 2000. A diferencia de los demás, que eran empresas emergentes con dificultades, ServerWorks generaba ingresos y era rentable.
En 2012, los ingresos totales de Broadcom fueron de 8,010 millones de dólares. A partir de 2011, Broadcom se encontraba entre los 10 principales proveedores de semiconductores de Gartner por ingresos. Broadcom aterrizó por primera vez en Fortune 500 en 2009, y subió al puesto #327 en 2013.

### 2016: Adquisición
El 28 de mayo de 2015, el fabricante de chips Avago Technologies Ltd. acordó comprar Broadcom Corp. por $37 mil millones en efectivo y acciones. Al cierre, que se completó el 1 de febrero de 2016, los accionistas de Broadcom poseían el 32 % de la nueva empresa con sede en Singapur que se llamará Broadcom Limited. Hock Tan, presidente y director ejecutivo de Avago, fue nombrado director ejecutivo de la nueva compañía combinada. El Dr. Samueli se convirtió en director de tecnología y miembro del directorio de la empresa combinada, y el Dr. Nicholas desempeña un papel de asesor estratégico dentro de la nueva empresa. La nueva entidad fusionada se llama Broadcom Limited pero hereda el símbolo AVGO. Se retiró el símbolo de cotización BRCM.
En mayo de 2016, Cypress Semiconductor anunció que adquirirá la cartera completa de productos IoT de Broadcom Corporation por 550 millones de dólares. Según el acuerdo, Cypress adquiere los productos IoT y la propiedad intelectual de Broadcom para la conectividad Wi-Fi, Bluetooth y Zigbee, así como la plataforma WICED y SDK de Broadcom para desarrolladores. El acuerdo combinó las herramientas de desarrollo y las tecnologías de conectividad de Broadcom para dispositivos IoT con los propios productos de sistema en un chip (SoC) programable de Cypress que brindan procesamiento de memoria, computación y gráficos para dispositivos de bajo consumo.

### Batalla con Qualcomm
En junio de 2007, la Comisión de Comercio Internacional de EE. UU. bloqueó la importación de nuevos modelos de teléfonos móviles basados en determinados microchips de Qualcomm. Habían descubierto que estos microchips de Qualcomm infringían patentes propiedad de Broadcom. En enero de 2017, la FTC demandó a Qualcomm, quien supuestamente hizo uso de tácticas ilegales para mantener "un monopolio en los chips de comunicaciones celulares".
El 26 de abril de 2009, Broadcom resolvió su batalla legal de cuatro años con Qualcomm por patentes inalámbricas y otras. El acuerdo también puso fin a las denuncias de comportamiento anticompetitivo. Como parte del acuerdo, Qualcomm pagó $891 millones en efectivo a Broadcom durante un período de cuatro años que finalizó en junio de 2013.
El 12 de marzo de 2018, el presidente Donald Trump bloqueó una adquisición hostil de Qualcomm por parte de Broadcom. El fabricante de chips había ofrecido más de $117 mil millones por Qualcomm y nombró a 11 directores rivales para su junta, pero el acuerdo se prohibió en interés de la seguridad nacional. Broadcom, que entonces tenía su sede en Singapur, se consideraba demasiado cercana a China y al fabricante de chips Huawei. “Un cambio hacia el dominio chino en 5G tendría consecuencias negativas sustanciales para la seguridad nacional de Estados Unidos”, dijo CFIUS. "Si bien Estados Unidos sigue siendo dominante en el espacio de establecimiento de estándares actualmente, es probable que China compita con fuerza para llenar cualquier vacío dejado por Qualcomm como resultado de esta adquisición hostil".
Otros han declarado que la decisión del Sr. Trump fue tan consistente con los objetivos de la balanza comercial como con las preocupaciones de seguridad.

### 2006-2008: Escándalo retroactivo de opciones sobre acciones
En marzo de 2006, un informe del Centro de Investigación y Análisis Financiero identificó a Broadcom como una de las 17 empresas "en riesgo" por tener concesiones de opciones sobre acciones retroactivas entre 1997 y 2002. El 18 de mayo de 2006, en medio de informes de los medios sobre prácticas de opciones, Broadcom dijo que había iniciado una revisión interna de sus concesiones de opciones sobre acciones. El 12 de junio de 2006, Broadcom anunció que había recibido una "solicitud de información" de la Comisión de Bolsa y Valores de EE. UU. (SEC) y que pronto podría ser objeto de una investigación informal.
El 14 de julio de 2006, Broadcom estimó que tendría que restar $750 millones de las ganancias debido a irregularidades en las opciones sobre acciones. El 8 de septiembre de 2006, la compañía anunció que la cantidad era de al menos $1.5 mil millones, "y podría ser sustancialmente más". El 18 de diciembre de 2006, la SEC abrió una investigación formal de las prácticas de opciones de Broadcom. El 24 de enero de 2007, Broadcom anunció una reformulación de sus resultados financieros de 1998 a 2005 para incluir un total de $2,240 millones en gastos relacionados con la compensación basada en opciones sobre acciones. Las subvenciones siguieron siendo objeto de la investigación formal de la SEC y de una investigación informal de los fiscales federales.
Entre marzo y mayo de 2008, la SEC anunció cargos contra Broadcom por retroactivar fraudulentamente opciones sobre acciones durante casi cinco años, desde junio de 1998 hasta mayo de 2003. En su demanda, la SEC alegó que los altos funcionarios de Broadcom en ese momento habían tergiversado las fechas en que se otorgaron opciones sobre acciones a ejecutivos y empleados. Al describir el esquema, la SEC dijo: "A través de la fecha anterior, Broadcom hizo parecer que las opciones se otorgaron en momentos correspondientes a los puntos bajos del precio de cierre de las acciones de Broadcom, a pesar de que la supuesta fecha de concesión no guardaba relación con el momento en que la la subvención fue realmente aprobada. Esto resultó en precios de ejercicio artificial y fraudulentamente bajos para esas opciones".
El 15 de mayo de 2008, el cofundador y CTO de Broadcom, Henry Samueli, renunció como presidente de la junta y se ausentó como director de tecnología. El 5 de junio de 2008, el cofundador y ex director general de Broadcom, Henry Nicholas, y el ex director financiero, William Ruehle, fueron acusados de cargos de retroactividad ilegal de opciones sobre acciones. Nicholas también fue acusado de violaciones de las leyes federales de narcóticos. Sin embargo, en diciembre de 2009, el juez federal Cormac J. Carney desestimó las opciones de cargos retroactivos contra Nicholas y Ruehle debido a mala conducta de los fiscales, luego de determinar que los fiscales federales intentaron indebidamente evitar que testificaran tres testigos de la defensa.

### Prácticas anticompetitivas
El 17 de enero de 2018, se informó que la FTC había investigado a Broadcom durante varios meses con respecto a sus tácticas anticompetitivas mientras negociaba con los clientes.
En 2021, Broadcom acordó resolver una queja antimonopolio que afirmaba que había abusado de su poder de monopolio a través de términos contractuales restrictivos y amenazas de represalias contra los clientes que no cumplieron. Dichos términos contractuales sofocan la innovación e inevitablemente conducen a precios más altos. La comisaria europea de Competencia, Margrethe Vestager, dijo que los términos del contrato de Broadcom con seis clientes principales “crearían un daño grave e irreversible a la competencia” si no se toman medidas.

### Demanda contra Netflix
En 2020, Broadcom demandó a Netflix por múltiples infracciones de patentes. Los críticos han argumentado que Broadcom está demandando a Netflix por tener más éxito. Es innegable que la industria tradicional de la televisión de pago ha perdido una gran cantidad de suscriptores, lo que puede deberse al surgimiento de nuevos servicios de transmisión por Internet. Leichtman Research Group calculó que los proveedores de televisión de pago más grandes de los EE. UU., que representan alrededor del 95 % del mercado, perdieron alrededor de 4,915,000 suscriptores de video netos en 2019.
En 2017, Broadcom presentó una serie de demandas por patentes contra los fabricantes de televisores inteligentes. En 2018, la Comisión de Comercio Internacional de EE. UU. falló en contra de Broadcom y encontró que dos fabricantes no infringieron las patentes propiedad de Broadcom.

## Productos

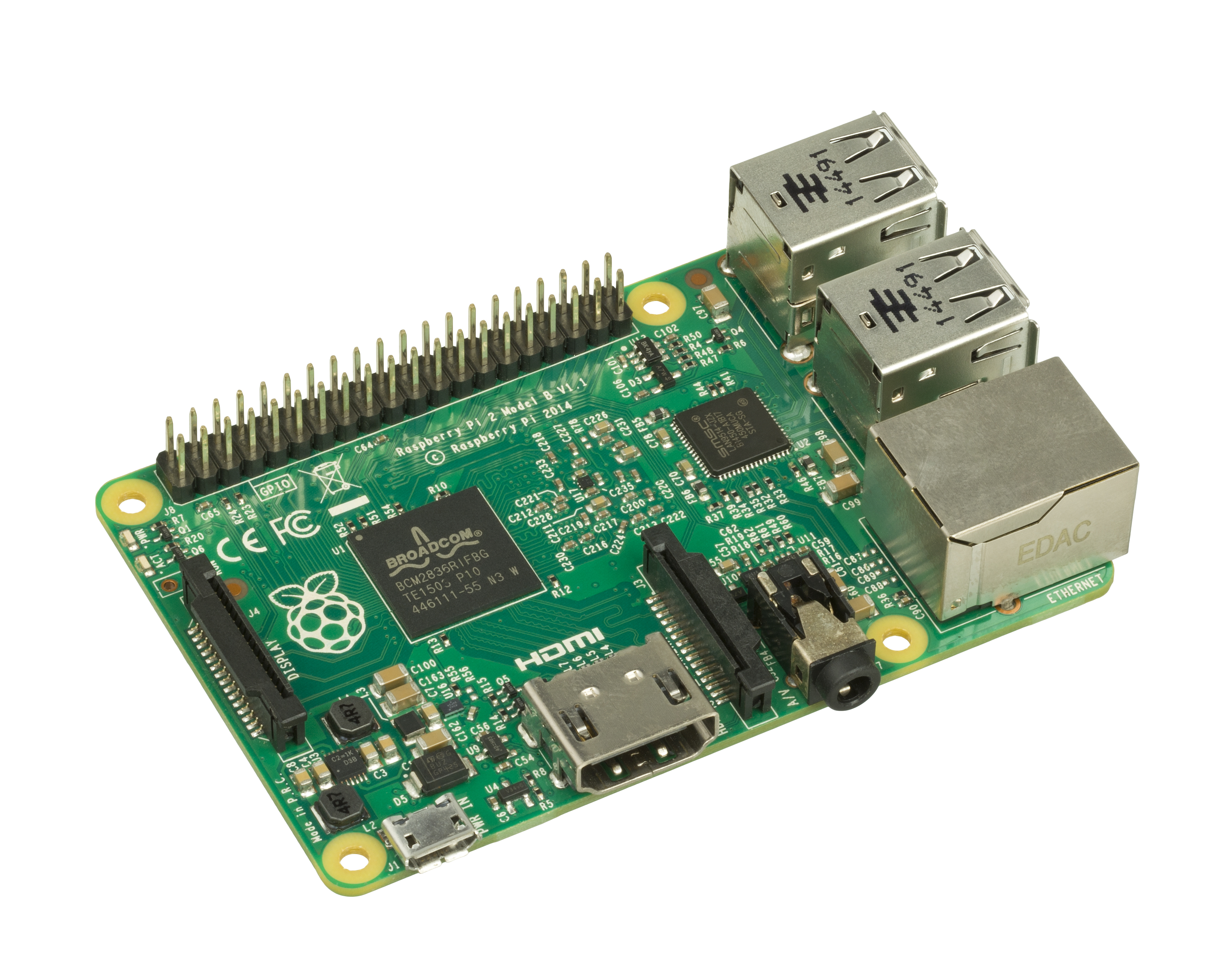
Broadcom produce el sistema en un chip para la línea de populares computadoras de placa única Raspberry Pi.

La línea de productos de Broadcom abarca redes informáticas y de telecomunicaciones: la empresa tiene productos para redes empresariales/metropolitanas de alta velocidad, así como productos para redes SOHO (pequeñas oficinas, oficinas domésticas). Los productos incluyen circuitos integrados de transceptores y procesadores para Ethernet y LAN inalámbricas, módems de cable, línea de suscriptor digital (DSL), servidores, dispositivos de redes domésticas (enrutador, conmutadores, concentradores de puertos) y teléfonos celulares (GSM/GPRS/EDGE/W-CDMA/LTE). También es conocido por una serie de coprocesadores de cifrado de alta velocidad, que descargan este trabajo intensivo del procesador en un chip dedicado, lo que acelera enormemente las tareas que utilizan el cifrado. Esto tiene muchos beneficios prácticos para el comercio electrónico y las comunicaciones seguras PGP o GPG.
La compañía también produce circuitos integrados para equipos de acceso a operadores, procesadores de audio/video para decodificadores digitales y grabadoras de video digital, transceptores Bluetooth y Wi-Fi y receptores/sintonizadores de RF para TV satelital. Los principales clientes incluyen Apple, Hewlett-Packard, Motorola, IBM, Dell, Asus, Lenovo, Linksys, Logitech, Nintendo, Nokia, Nortel (Avaya), TiVo, Tenda y Cisco Systems. En septiembre de 2011, Broadcom cerró sus operaciones de televisión digital. Broadcom también cerró su negocio de chips Blu-ray. El cierre de estos negocios comenzó el 19 de septiembre de 2011.
El 2 de junio de 2014, Broadcom anunció sus intenciones de salir del negocio de banda base celular.

### Controladores de interfaz de red
Los proveedores han incluido NIC de Broadcom en sus productos. Por ejemplo, los productos de servidor blade Dell PowerEdge M-Series pueden estar equipados con adaptadores de puerto Dual Port Broadcom NetXtreme 5709 Gigabit Ethernet suministrados por Dell.

### Trident+ ASIC
Otro gran mercado es el hardware para conmutadores: algunos proveedores ofrecen equipos de conmutación basados en hardware y firmware de Broadcom (por ejemplo, clásicos de Dell PowerConnect), mientras que otros proveedores conocidos utilizan el hardware de Broadcom, pero escriben su propio firmware. El ASIC Broadcom Trident+ más reciente se utiliza en muchos conmutadores de alta velocidad de 10 Gb + de los proveedores de conmutadores más importantes, como los conmutadores Cisco Nexus que ejecutan NX-OS, Dell Force10 (ahora Dell Networking) que ejecuta FTOS/DNOS, todos los conmutadores de la serie Arista 7050, IBM/BNT 8264 y Juniper QFX3500.
El último 'miembro' de la familia Trident es el Trident II XGS, que puede admitir hasta 32 puertos 40G o 104 puertos 10G (o una combinación de ambos) en un solo chip. Ejemplos de conmutadores que utilizan este chip Trident II XGS son Dell Networking S6000, Cisco Nexus 9000 y algunos proveedores más pequeños como: EdgeCore AS6700, Penguin Arctica 3200XL o QuantaMesh T5032

### Unidad de procesamiento gráfico
VideoCore es la GPU que se encuentra en algunos sistemas en un chip (SoC) de Broadcom, siendo la más conocida la BCM2835 que contiene VideoCore IV que se encuentra en Raspberry Pi.

### Aceleración de vídeo
Broadcom Crystal HD hace aceleración de video.

### WiFi chipsets
Los chips de la serie "BCM43" de Broadcom brindan soporte WiFi en muchos dispositivos Android y iPhone. Los modelos incluyen el BCM4339 usado en teléfonos como el Nexus 5 (2013) y el BCM4361 usado en el Samsung Galaxy S8 (2017). Se trata de dispositivos SoC con un Cortex R4 para procesar las capas MAC y MLME y un procesador propietario Broadcom para la capa física 802.11. Los chips también manejan Wi-Fi Direct, Bluetooth y NFC.
- Broadcom suministra el chip combinado WiFi+Bluetooth para Apple iPhone 3GS y generaciones posteriores y las correspondientes generaciones de iPod touch.
- En el segundo trimestre de 2005, Broadcom Corporation anunció que proporcionaría a Nintendo su "solución en línea en un chip" implementada en millones de computadoras portátiles y PDA en todo el mundo, lo que permitiría la conectividad 802.11b de Nintendo con DS y 802.11g para Wii. Más específicamente, Broadcom proporcionaría conectividad Bluetooth para el controlador de Wii.

- En 2013, Broadcom presentó los primeros SOC Wifi 802.11ac 5G que se adoptan en muchos teléfonos móviles, incluidos Samsung Galaxy S4 y S5, HTC One y LG Nexus 5. Además, los enrutadores de Motorola, Netgear, Huawei y Belkin también incluyen chips 802.11ac de Broadcom.

### Vulnerabilidades en la pila WiFi SoC
En abril de 2017, Project Zero de Google investigó la pila SoC WiFi de Broadcom y descubrió que carecía de "todas las mitigaciones básicas de explotación, incluidas las cookies de pila, la desvinculación segura y la protección de permisos de acceso", lo que permitía "tomar el control total del dispositivo solo por proximidad Wi-Fi, sin necesidad de que el usuario interacción." Numerosos teléfonos inteligentes, como los de Apple, Samsung y Google, se vieron afectados.

### BroadVoice
Broadcom creó sus propios códecs VoIP en 2002 y los lanzó como fuente abierta con licencia LGPL en 2009:
- BroadVoice 16 con tasa de bits declarada de 16 kbit/s y frecuencia de muestreo de audio de 8 kHz
- BroadVoice 32 con tasa de bits declarada de 32 kbit/s y tasa de muestreo de 16 kHz (tenga en cuenta, sin embargo, que el menú del teléfono X-Lite SIP declara una tasa de bits de 80,000 bit/s)

### Productos Linux
Algunos controladores gratuitos y de código abierto están disponibles e incluidos en el árbol de fuentes del kernel de Linux para la familia de chips inalámbricos 802.11b/g/a/n que produce Broadcom. Desde el lanzamiento del kernel 2.6.26, algunos chips de Broadcom son compatibles con el kernel, pero requieren que se construya un firmware externo.
En 2003, la Free Software Foundation acusó a Broadcom de no cumplir con la Licencia pública general de GNU, ya que Broadcom distribuyó el código GPL en un controlador para su conjunto de chips de enrutador 802.11g sin hacer público ese código.
El conjunto de chips fue adoptado por Linksys, que luego fue adquirido por Cisco. Cisco finalmente publicó el código fuente para el firmware de su enrutador de banda ancha inalámbrica WRT54G bajo la licencia GPL.
En 2012, la Fundación Linux incluyó a Broadcom como una de las 10 principales empresas que contribuyeron al desarrollo del kernel de Linux para 2011, colocándola en el 5 por ciento superior de un estimado de 226 empresas contribuyentes. El informe de desarrollo del kernel de Linux de la fundación también señaló que, durante el transcurso del año, Broadcom presentó 2,916 cambios en el kernel. Ese octubre, Broadcom lanzó partes de la zona de usuarios de  Raspberry Pi bajo una licencia de estilo BSD. Según la Fundación Raspberry Pi, esto lo convirtió en "el primer SoC multimedia basado en ARM con controladores completamente funcionales, proporcionados por el proveedor (a diferencia de los controladores parciales de ingeniería inversa) de código abierto", aunque debido a un código de firmware binario sustancial que debe ejecutarse en paralelo con el sistema operativo, y que se ejecuta de forma independiente y antes de cargar el sistema operativo, esta afirmación no ha sido universalmente aceptada.
Broadcom proporcionó un controlador de Linux para su Broadcom Crystal HD, y también contrataron a Emma Anholt, una ex empleada de Intel, para trabajar en un controlador de dispositivo de gráficos gratuito y de código abierto para su VideoCore IV.

### Raspberry Pi
Broadcom organiza la fabricación del chip del procesador, más recientemente el chip BCM2837 y el procesador wifi BCM43438, que utiliza la fundación benéfica Raspberry Pi. La fundación solicitó ayuda a Broadcom para fabricar la tarjeta Raspberry Pi, una placa base libre de DRM o control corporativo de cualquier tipo, que puede interactuar con el hardware y que los niños pueden comprar y controlar.

### Jericho2
Jericho2 es un chip conmutador Ethernet programable que tiene una capacidad de conmutación de hasta 10 Tbit/s por dispositivo.

### Tomahawk 3
La serie Tomahawk 3 admite conmutación y enrutamiento de 400 GbE, 200 GbE y 100 GbE basados en estándares de alta densidad para redes en la nube de hiperescala. Broadcom divulgó que traerá al mercado dos variantes del Tomahawk-3. El primero tiene el full-tilt-boogie 12.8 Tbit/s con los 256 SerDes encendidos, admite 32 puertos a 400 Gbit/s, 64 puertos a 200 Gbit/s y 128 puertos a 100 Gbit/s. La segunda variante del Tomahawk-3 tiene 160 de los 256 SerDes activados y ofrece 8 Tbit/s de ancho de banda agregado. Broadcom sugiere 80 puertos a 100 Gbit/s; o 48 puertos a 100 Gbit/s más 8 puertos a 400 Gbit/s o 16 puertos a 200 Gbit/s; o 96 puertos a 50 Gbit/s más 8 puertos a 400 Gbit/s o 16 puertos a 200 Gbit/s. El Tomahawk 4 alcanzó una velocidad de 25,6 Tbit/s mientras que el Tomahawk 5 tiene una velocidad máxima de 51,2 Tbit/s.

## Negocio

### Empleados notables
- Henry Samueli, cofundador y CTO
- Henry T. Nicholas III, cofundador y director ejecutivo hasta 2003
- Scott A. McGregor, presidente y director ejecutivo desde 2005 hasta la adquisición de la empresa en 2016
- Gottfried Ungerboeck, inventor de la modulación codificada Trellis
- Sophie Wilson, diseñadora del conjunto de instrucciones de la CPU ARM
- Eben Upton, creador de la computadora de placa única Raspberry Pi
- Broadcom Fellows, Broadcom Fellow es el honor más alto otorgado a los ingenieros de Broadcom.

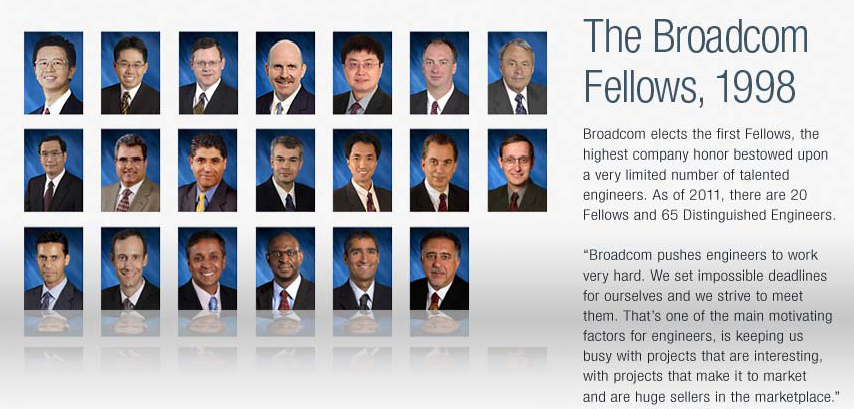
Becarios de Broadcom de 1998 a 2011

### Exalumnos notables
Muchos empleados de Broadcom han ocupado puestos clave en empresas tecnológicas exitosas y nuevas empresas, que incluyen:
- Bagher Afshar, quien se convirtió en ingeniero principal de RFIC en SpaceX[60]
- Michael Hurlstone, quien se convirtió en director ejecutivo de Synaptics[61]
- Nariman Yousefi, quien fue nombrado vicepresidente sénior de Inphi Corporation[62]
- Michael di Nil y Andrew Terry, quienes fundaron Morse Micro[63]

### Fabricación
Broadcom es conocida como una empresa sin fábrica. Subcontrata toda la fabricación de semiconductores a fundiciones, como GlobalFoundries, Semiconductor Manufacturing International Corporation, Silterra, TSMC y United Microelectronics Corporation. La empresa tiene su sede en Irvine, California. Desde 2018, la empresa tiene su sede en un campus de sede construido a medida justo al sur del Gran Parque del Condado de Orange. Originalmente, la compañía tenía la intención de ocupar todo el campus, pero después de la adquisición de Avago, vendió el sitio a FivePoint Holdings y luego volvió a arrendar solo dos de los cuatro edificios.
Broadcom anteriormente tenía su sede en el University Research Park en el campus de Irvine de la Universidad de California de 2007 a 2018, y antes de eso tenía su sede cerca de Irvine Spectrum. La compañía tiene muchos otros sitios de investigación y desarrollo, incluidos Silicon Fen, Cambridge (Reino Unido), Bangalore e Hyderabad en India, Richmond (cerca de Vancouver) y Markham (cerca de Toronto) en Canadá y Sophia Antipolis en Francia.

### Adquisiciones
En septiembre de 2011, Broadcom compró NetLogic Microsystems por 3,700 millones de dólares en efectivo, excluyendo alrededor de 450 millones de dólares de las acciones de los empleados de NetLogic, que se transferirán a Broadcom.
Además de la adquisición de NetLogic Microsystems, a lo largo de los años, Broadcom ha adquirido muchas empresas más pequeñas para ingresar rápidamente a nuevos mercados.
| Fecha              | Empresa adquirida                    | Cantidad                                            | Experiencia                                                                         |
| ------------------ | ------------------------------------ | --------------------------------------------------- | ----------------------------------------------------------------------------------- |
| Enero de 1999      | Maverick Networks                    | $104M en acciones                                   | Conmutadores multicapa para redes corporativas                                      |
| Abril de 1999      | Epigram                              | $316M en acciones                                   | Home networking mediante cableado telefónico, WiFi                                  |
| Junio de 1999      | Armedia Inc.                         | $67.2M en acciones                                  | Decodificadores de video digital                                                    |
| Agosto de 1999     | HotHaus Technologies                 | $280M en acciones                                   | Software DSP para VOIP                                                              |
| Agosto de 1999     | Altocom                              | $180M en acciones                                   | Módem por software                                                                  |
| Enero de 2000      | BlueSteel Networks                   | $123M en acciones                                   | Procesadores de seguridad                                                           |
| Marzo de 2000      | Digital Furnace Corp                 | $136M en acciones                                   | Software de compresión de datos                                                     |
| Marzo de 2000      | Stellar Semiconductor                | $162M en acciones                                   | Procesadores gráficos 3D                                                            |
| Junio de 2000      | Pivotal Technologies                 | $242M en acciones                                   | Chips de video digital                                                              |
| Julio de 2000      | Innovent Systems                     | $500M en acciones                                   | Radio bluetooth                                                                     |
| Agosto de 2000     | Puyallup Integrated Circuit Company  |                                                     | Diseño de circuitos integrados y macrobloques de circuitos integrados               |
| Julio de 2000      | Altima Communications                | $533M en acciones                                   | Chips de red                                                                        |
| Octubre de 2000    | Newport Communications               | $1240M en acciones                                  | Transceptores Ethernet de 10 Gbit                                                   |
| Octubre de 2000    | Silicon Spice                        | $1000M en acciones                                  | Chips DSP para VOIP                                                                 |
| Noviembre de 2000  | Element 14                           | $594M en acciones                                   | Chipsets DSL                                                                        |
| Noviembre de 2000  | SiByte, Inc                          | $2060M en acciones                                  | Productor sin fábrica de procesador de red MIPS de 64 bits                          |
| Diciembre de 2000  | Allayer Communications               | $271M en acciones                                   | Chips de redes ópticas y empresariales                                              |
| Enero de 2001      | VisionTech, Ltd.                     | $777M en acciones                                   | Compresión/descompresión MPEG-2 de PVR                                              |
| Enero de 2001      | ServerWorks Corp.                    | $1003M en acciones                                  | Controladores de E/S para servidores y estaciones de trabajo                        |
| Julio de 2001      | PortaTec Corporation                 |                                                     | Dispositivos móviles                                                                |
| Julio de 2001      | Kimalink                             |                                                     | Circuitos integrados inalámbricos y móviles                                         |
| Mayo de 2002       | Mobilink Telecom, Inc.               | $5.6M en acciones                                   | Procesadores de banda base para teléfonos móviles                                   |
| Marzo de 2003      | Gadzoox                              | $5.8M en efectivo                                   | Redes de área de almacenamiento                                                     |
| Enero de 2004      | RAIDCore, Inc.                       | $16.5M en efectivo                                  | Software RAID                                                                       |
| Abril de 2004      | M-Stream Inc.                        | $8.7M en efectivo y 27,000 acciones                 | Tecnología para mejorar la recepción inalámbrica                                    |
| Abril de 2004      | Sand Video, Inc.                     | $77.5M en acciones y $7.4M en efectivo              | Tecnología de compresión de vídeo                                                   |
| Abril de 2004      | WIDCOMM, Inc.                        | $49M en efectivo                                    | Software para sistemas Bluetooth                                                    |
| Abril de 2004      | Zyray Wireless, Inc.                 | $96M en acciones                                    | Procesadores de banda base para WCDMA                                               |
| Septiembre de 2004 | Alphamosaic, Ltd.                    | $123M en acciones                                   | Procesadores de video para dispositivos móviles                                     |
| Febrero de 2005    | Alliant Networks, Inc.               |                                                     | Productos de puerta de enlace celular                                               |
| Marzo de 2005      | Zeevo, Inc.                          | $26.4M en efectivo y $2.6M en acciones              | Productos de auriculares Bluetooth                                                  |
| Julio de 2005      | Siliquent Technologies, Inc.         | $76M en efectivo                                    | Controladores de interfaz Ethernet de 10 Gbit                                       |
| Octubre 2005       | Athena Semiconductors, Inc.          | $21.6M en efectivo                                  | Sintonizadores de TV digital y tecnología Wifi                                      |
| Enero de 2006      | Sandburst Corporation                | $75M en efectivo y $5M en acciones                  | Chips SOC para conmutación de paquetes Ethernet                                     |
| Noviembre de 2006  | LVL7 Systems, Inc.                   | $62M en efectivo                                    | Software de red                                                                     |
| Mayo de 2007       | Octalica, Inc.                       | $31M en efectivo                                    | Multimedia sobre tecnología coaxial                                                 |
| Junio de 2007      | Global Locate, Inc.                  | $146M en efectivo                                   | Chips GPS y software                                                                |
| Marzo de 2008      | Sunext Design, Inc.                  | $48M en efectivo                                    | Tecnologías de unidades de disco óptico                                             |
| Agosto de 2008     | AMD (DTV Processor Division)         | $141.5M en efectivo (El trato original fue $192.8M) | Chips de procesador Xilleon DTV, software y sintonizadores de TV                    |
| Diciembre de 2009  | Dune Networks                        | $178M en efectivo                                   | Conmutadores de red de alta velocidad                                               |
| Febrero de 2010    | Teknovus                             | $123M en efectivo                                   | Chipsets y software de red óptica pasiva Ethernet (EPON)                            |
| Junio de 2010      | Innovision Research & Technology plc | $47.5M en efectivo                                  | Experiencia en comunicación de campo cercano e IP                                   |
| Octubre de 2010    | Beceem Communications                | $316M en efectivo                                   | Experiencia en 4G LTE/WiMax                                                         |
| Noviembre de 2010  | Gigle Networks                       | $75M en efectivo                                    | Redes domésticas multimedia                                                         |
| Abril de 2011      | Provigent Ltd.                       | $313M en efectivo                                   | Microwave Backhaul                                                                  |
| Mayo de 2011       | SC Square Ltd.                       | $41.9M en efectivo                                  | Desarrollador de software de seguridad con sede en Israel                           |
| Septiembre de 2011 | NetLogic Microsystems                | $3.7 mil millones                                   | Redes de Internet de última generación                                              |
| Marzo de 2012      | BroadLight                           | $230M en efectivo                                   | Desarrollador PON de acceso a fibra con sede en Israel                              |
| Junio de 2012      | Wisair                               | $1M en efectivo                                     | Transmisión de datos inalámbrica de corto alcance                                   |
| Enero de 2013      | BroadLogic                           |                                                     | Codificadores/decodificadores de vídeo, modulación QAM y receptores de banda ancha. |
| Septiembre de 2013 | Renesas Mobile Corporation           | $164M en efectivo                                   | Plataformas de conjuntos de chips móviles (activos relacionados con LTE)            |

### Marca
El logotipo de Broadcom fue diseñado por Eliot Hochberg, basado en el logotipo del nombre anterior de la empresa, Broadband Telecom. El logotipo de Broadband Telecom fue diseñado por la entonces esposa del cofundador Henry Nicholas, Stacey Nicholas, quien se inspiró en la función matemática sinc.

## Filantropía
En 2009, la compañía fundó la Fundación Broadcom como una corporación sin fines de lucro con una inversión de $50 millones, bajo la dirección de Henry Samueli, cofundador de la compañía y entonces director ejecutivo de Broadcom, Scott A. McGregor, quien citó una historia de participación en la feria de ciencias como un factor para su propio éxito. McGregor fue nombrado primer presidente y presidente de la fundación.